# Seaplane Experimental Station

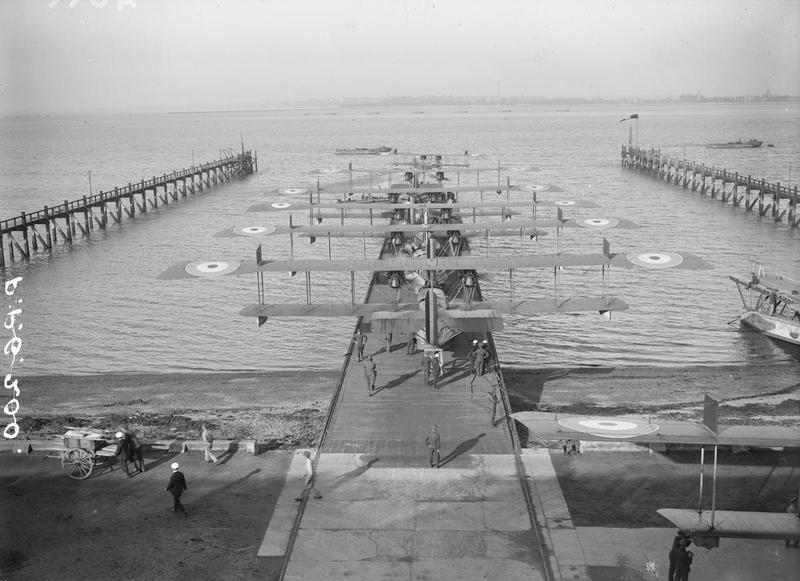
Felixstowe F.2 vliegboten, vlak voor de start

Het Seaplane Experimental Station, ook wel aangeduid als RNAS Felixstowe,  was een afdeling van de Britse Royal Naval Air Service die vliegboten ontwierp voor de marine. De afdeling was gevestigd in Felixstowe gelegen aan de rivier Orwell.
De organisatie was actief gedurende de Eerste Wereldoorlog tussen 1913 en 1919. Het ontwierp en bouwde prototypes onder de naam Felixstowe. De uiteindelijke productie vond plaats bij andere bedrijven: Short Brothers, Dick, Kerr & Co. en Phoenix Dynamo Manufacturing Company.
De afdeling in Felixstowe begon met een aantal Curtiss vliegboten. Deze werden uitgebreid beproefd en vanuit deze ervaringen werd een eigen ontwerp ontwikkeld. De vliegboten werden gebruikt voor lange verkenningsvluchten boven zee om schepen, onderzeeërs en Zeppelins van de Duitse marine te vinden. Vele Felixstowe vliegboten waren tijdens actieve dienst ook in Felixstowe gestationeerd.  

## Ontwerpen

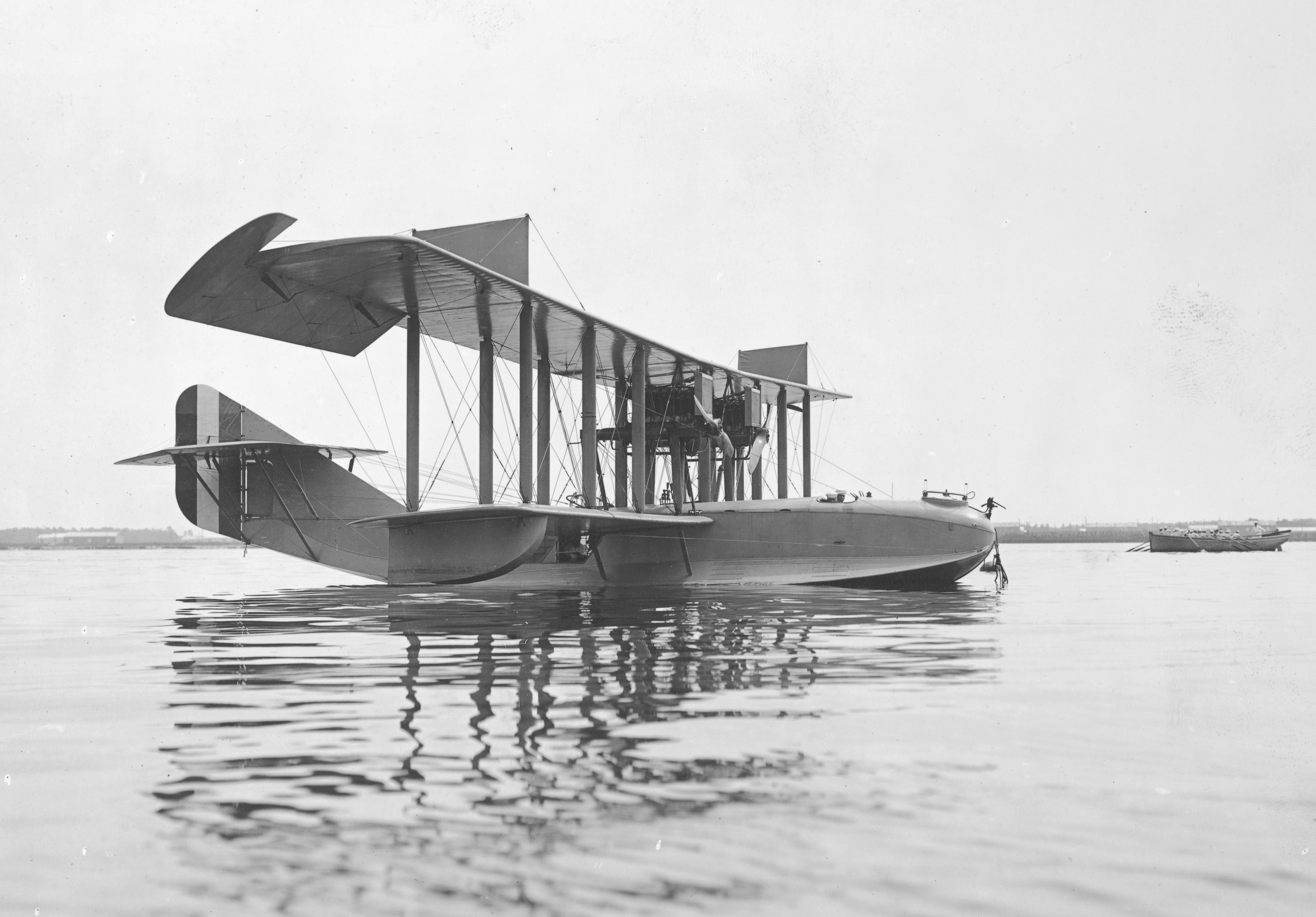
Felixstowe F5L

- Felixstowe Porte Baby Bedoeld als proefproject om ervaring op te doen. (11 gebouwd).
- Felixstowe F.1 Aangepaste Curtiss H-4 met een nieuwe romp. (4 gebouwd)
- Felixstowe F.2 Gemodificeerde F.1 met sterk verbeterde vaareigenschappen tijdens de start en taxifase. (175 gebouwd)
- Felixstowe F.3 Grotere opvolger van de F.2 met een beter vliegbereik. (182 gebouwd)
- Felixstowe F.5 Combinatie van de beste eigenschappen van de F.2 (wendbaarheid) en F.3 (vliegbereik). (163 gebouwd)
- Felixstowe F.5L Amerikaanse versie van de F.5. Er is ook een versie voor civiel gebruik gemaakt, de Aeromarine 75. (227 gebouwd)
- Felixstowe Fury Grote experimentele driedekker vliegboot (spanwijdte 37 m) met vijf motoren. (1 gebouwd, gecrasht tijdens een proefvlucht in 1919)

## Specificaties
- Type: Felixstowe F.2
- Bemanning: 4
- Spanwijdte: 29,15 m
- Lengte: 14,10 m
- Maximum gewicht: 4980 kg
- Motoren: 2 × Rolls-Royce Eagle VIII V12, 345 pk (257 kW) elk
- Eerste vlucht: 1916
- Aantal gebouwd: 175

prestaties
- Maximumsnelheid: 154 km/u
- Maximum vliegduur: 6-10 uur
- Plafond: 2900 m
- Klimsnelheid: 2,7 m/s